# Baphia pauloi
Espèce
Statut de conservation UICN

 EN B1ab(iii)+2ab(iii) : En danger
Baphia pauloi est une espèce de plantes du genre Baphia de la famille des Fabaceae.

## Répartition

Carte de répartition de Baphia pauloi.

Baphia pauloi est une espèce endémique de Tanzanie.